# LNJ Lm

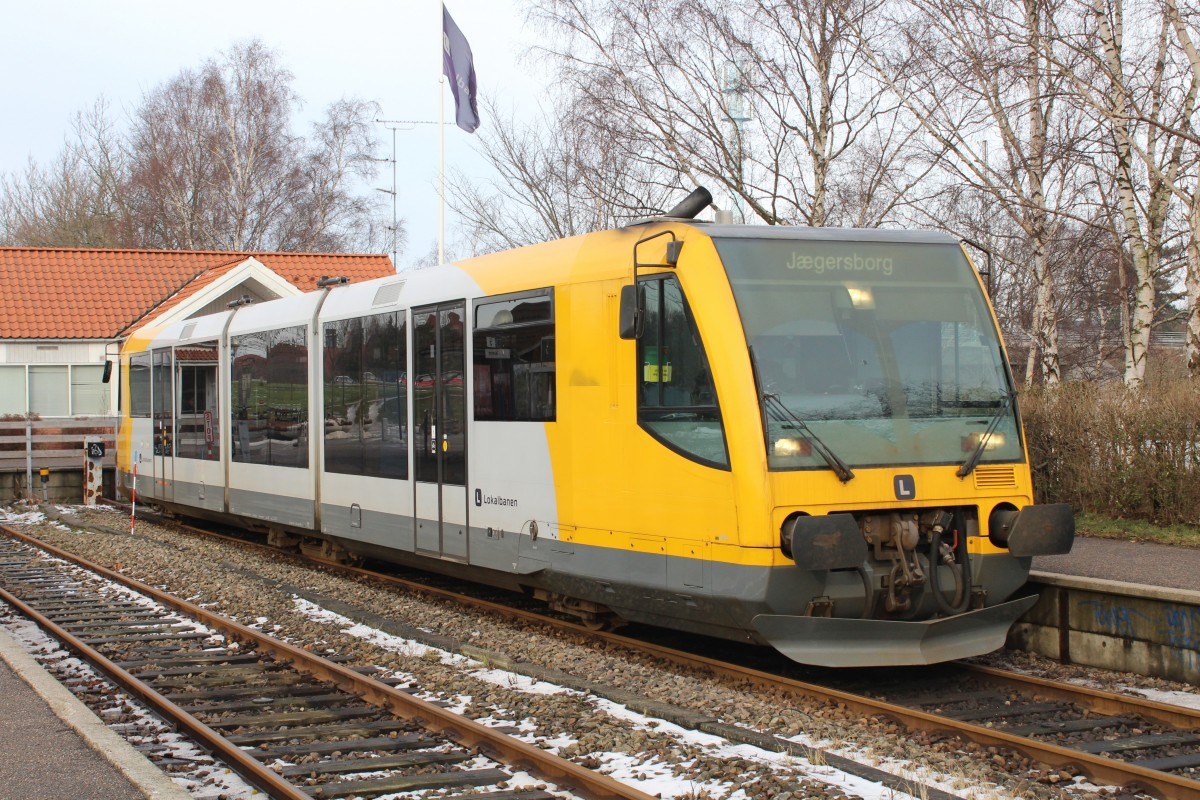
Treinstel in de kleuren van Lokalbanen te Nærum.

De LNJ Lm is een driedelig dieseltreinstel met lagevloerdeel van het type RegioSprinter voor het regionaal personenvervoer van de Deense spoorwegonderneming Lyngby-Nærum Jernbane (LNJ).

## Geschiedenis
De RegioSprinter werd door Düwag ontworpen voor het lokaal personenvervoer. Door de voortdurende technische gebreken besloot Siemens dit type trein te vervangen door de RegioSprinter 2 die later de naam Desiro kreeg.
Na een proefrit met een trein van het type RegioSprinter van de Dürener Kreisbahn (DKB) werd in bij Siemens een trein besteld. Deze trein werd door Lyngby-Nærum Jernbane (LNJ) op 16 mei 1996 in dienst gesteld. De treinen werden aangeschaft ter vervanging van oudere treinen van het type Lm.

### Ongeval
Door een ongeval op 12 oktober 1998 van de Lm 21 met de Ym 20 in depot Jægersborg raakte de Lm 21 zo zwaar beschadigd dat deze als total loss moest worden afgevoerd.
De in 1998 gebouwde treinen werden op 19 februari 1999 in dienst gesteld. In 2009 werden deze treinen grijs/geel geschilderd.

## Constructie en techniek
De trein is opgebouwd uit een aluminium frame. Typerend aan dit treinstel is door de toepassing van een grote voorruit. De trein heeft een lagevloerdeel. Deze treinen kunnen tot drie stuks gecombineerd rijden. De treinen zijn uitgerust met luchtvering.

## Treindiensten
De treinen worden door Lokalbanen (LB) ingezet op het traject van de Nærumbanen tussen Jægersborg en Nærum.